# Seo (Malerin)
Seo (Eigenschreibweise: SEO, bürgerlich Seo Su-gyeong; koreanisch 서수경) (* 1977 in Gwangju) ist eine südkoreanische Künstlerin. Ihr Künstlername ist der in Versalien als Markenzeichen geschriebene Familienname.

## Leben
Sie besuchte 1992 bis 1996 das Kunstgymnasium Gwangju. Von 1996 an bis 2000 studierte sie an der Chosun-Universität in Gwangju und erhielt am Ende ihres Studiums eine Auszeichnung als Beste Studentin des Jahres. Im gleichen Jahr noch verließ sie Südkorea und nahm 2001 ein Studium an der Universität der Künste in Berlin auf, in der Klasse des Malers Georg Baselitz. Noch während ihres Grundkurses, den sie 2003 beendete, erhielt sie von der Botschaft von Korea den Auftrag, den United Buddy Bear für ihr Heimatland zu gestalten, der dann auf der ersten Ausstellung dieses internationalen Kunstevents 2002 von ihr gemeinsam mit dem Regierenden Bürgermeister Berlins, Klaus Wowereit, enthüllt wurde. Von 2003 bis 2004 belegte sie den Meisterkurs und wurde Meisterschülerin von Baselitz. Ihre Ausstellungstätigkeit in Galerien und Museen begann 1999 in Korea und Deutschland. Sie lebt in Berlin.

## Werke
Obwohl Seo als Malerin gilt, sind ihre Arbeiten auch als Mischtechniken anzusehen. Üblicherweise ist eine leere Leinwand der Ausgangspunkt für eine Vorzeichnung, die dann durch eine Vielzahl von gerissenen Reispapier-Schnipseln (Maulbeere oder Tetrapanax) in Collagetechnik ausgefüllt wird. Einige der Papiere lässt Seo für sich in Korea drucken, besonders die mit ihren von ihr selbst entworfenen Mustern. Im nächsten Schritt folgen dünne und (semi-)transparente Schichten Farbe, um das Bild zu vollenden.
Zunächst entwickelte sie einen linearen Malstil, mit weißlichen Linien die die Figurendefinition unterstützten und die virtuelle Umrisslinie beschrieben. Diese weißen Linien müssen allerdings als schmale Bänder reiner Malerei gesehen werden, mit sich ändernden Dichten und Tönen, wodurch sich eine passende Verbindung von Makro- und Mikrostruktur ergibt. Sie hat sich auf die europäische Kultur eingelassen, ohne ihren asiatischen Hintergrund aufzugeben und setzt auf „Kulturelle Rekonstruktion“, etwa wenn sie in ihren Bildern den Geist der Deutschen Romantik heraufbeschwört.
Im Laufe ihrer Entwicklung verlor das lineare Element an Wichtigkeit während die Farbe an Bedeutung gewann. Ihre Reaktion auf das Weltgeschehen, das Alltägliche im Leben und in der Politik, führt zu Aussagen über diese Themen auf der Grundlage eines ästhetischen Konzeptes, das ebenso die Definition des Bildes als aus dem permanenten Strom der Bilder im Bewusstsein herausisoliertem Moment einschließt, wobei es dann nicht mehr um die Gegenstände selbst geht, sondern um das Wesen der Dinge.
Der größte Teil ihres Œuvres besteht aus Werkgruppen, die sich um eine Leitidee, ein Leitmotiv oder einen Leitentwurf bilden. So etwa in „Meine deutschen Träume“, „Reisfelder“, den Bilder der Gruppen „Krieg“ und „Seerosen“. In allen Gruppen gibt es großformatige Bilder, die „Seerosen“-Bilder tendieren jedoch am stärksten zur Monumentalität. In der Ausstellung in der Kunsthalle Rostock, „close encounter – robert rauschenberg – seo“ im Jahre 2008 zeigte sie ein sehr großes Bild mit einem Gewässer voller Seerosen und einem Gebirge im Hintergrund. Die Landschaft besteht aus Teilbildern wirklich existierender Landschaften aus verschiedenen Ländern, wodurch sie ein Symbol der Welt wird. Die Seerosen bilden alle 47 Seerosenarten ab, was, neben dem Hinweis auf Monet, der 100 Jahre zuvor auf dem Höhepunkt seiner Seerosen-Serie war, ebenfalls symbolische Qualität besitzen soll. Auf dem Bild sind mehr als eine Million Papierschnipsel verarbeitet.
Seos „Meine deutschen Träume“ befasst sich mit ihrer Deutschland-Erfahrung. Sie bearbeitet und zitiert Ernst Ludwig Kirchner, Caspar David Friedrich und Carl Spitzweg und die Skulpturen, die zu den Bildern gehören, sind aus „German Silver“ („Deutsches Silber“; also Neusilber, Nickelsilber, Argentan, Alpacca) und zeigen, was für sie typisch deutsch ist: Bierfässer, Gartenzwerge, Hirschgeweihe und – Kühe.
In den 2010er Jahren hat Seo ihr Spektrum erweitert. In einer Ausstellung im Palazzo Bembo, „Personal Structures“, im Rahmen der Biennale von Venedig hat Seo eine Installation von vieren ihrer konzentrischen, abstrakten „Energie“-Bilder ausgestellt, zusammen mit einem von unten beleuchteten flachen Schaukasten gefüllt mit Bergkristall (engl.: „German Diamonds“). Sie hat auch die Fotografie für sich entdeckt. Eine Serie ihrer Fotos einer nackten Glühbirne wurde im „art.es“-Magazin nr. 47 veröffentlicht.

### Publikationen
- Beate Reifenscheid (Hrsg.): SEO – Das Gefühl in meinem Inneren zur gleichnamigen Ausstellung im Ludwig Museum im Deutschherrenhaus Koblenz, X – Press Grafik und Druck, Berlin 2014, ISBN 978-3-939983-93-4.
- SEO: Personal Cosmos. München, Hirmer Verlag 2011.
- SEO: Without Words. Bejing, Today Art Museum 2010.
- SEO: War and Peace in the 21st Century. Gwangju, Gwangju Museum of Art 2010.
- Christoph Tannert: SEO. München, Prestel Verlag 2009.
- SEO: Der Fluss findet das Meer. Dresden, Kunsthalle Dresden 2009.
- SEO u. a.: Constellations. Beijing 798, Biennale 2009.
- SEO u. a.: The Judith Rothschild Foundation Contemporary Drawings Collection. Museum of Modern Art, New York 2009.
- SEO: the cologne paintings. Berlin, Leopold-Hoesch-Museum 2008.
- SEO: Close encounter. Robert Rauschenberg und SEO, Berlin, Kunsthalle Rostock 2008.
- SEO: Am Ende kam der Tag. Mannheim, Kunsthalle Mannheim 2007.
- SEO u. a.: German Painting. London, Marlborough Fine Art 2007.
- SEO: Falkenrot Preis 2005. Berlin, Künstlerhaus Bethanien 2005.